# Teodoro Aliates
Teodoro Aliates (en griego: Θεόδωρος Ἀλυάτης; fl. siglo XI), fue un general griego bizantino y estrecho colaborador del emperador Romano IV Diógenes.
Aliates procedía de Capadocia y era amigo íntimo de Romano, que le había concedido el título de proedros. En la batalla de Manzikert, comandó el ala derecha de las tropas imperiales e inicialmente resistió el asalto de los turcos selyúcidas, pero cuando Andrónico Ducas traicionó a Romano, los turcos aprovecharon la oportunidad y derrotaron a los hombres de Aliates.
Después de escapar de ese desastre con sus unidades capadocias prácticamente intactas, Aliates permaneció leal a Romano durante el intento de este último de recuperar el trono.
En la posterior guerra civil entre Romano y Miguel VII Ducas, Aliates apoyó a Romano y se unió a él con hombres de Capadocia y mercenarios francos. Sin embargo, en la crucial batalla de Doceia, fue derrotado, capturado y cegado por las fuerzas de Ducas, lideradas por los dos hijos del césar Juan Ducas.